# Pierre Prüm
Pierre Prüm (Troisvierges, 9 luglio 1886 – Clervaux, 1º febbraio 1950) è stato un politico lussemburghese.
È stato Primo ministro dal 20 marzo 1925 al 16 luglio 1926.

## Onorificenze
| Controllo di autorità | VIAF (EN) 72398196 · ISNI (EN) 0000 0000 1499 4406 · GND (DE) 126867666 |